# Maciej Adamski
Maciej Adamski (ur. 1958) – doktor habilitowany inżynier, prof. nadzw. zootechnik, specjalność hodowla bydła, produkcja mięsa i mleka.
W 2011 roku uzyskał stopień doktora habilitowanego nauk rolniczych. Kierownik Pracowni Chromatografii i Badania Mięsa na Wydziale Biologii i Hodowli Zwierząt Uniwersytetu Przyrodniczego we Wrocławiu. Członek zespołu ekspertów Fundacji Wsparcia Rolnika Polska Ziemia.
Pełni funkcję wiceprezesa Stowarzyszenia Dziuplina/Daupe – Magiczne Miejsce (KRS: 0000348666)
W 2002 roku odznaczony Brązowym Krzyżem Zasługi.